# 1729 год в музыке

## События
- Георг Фридрих Гендель становится музыкальным руководителем создаваемого Королевского театра (англ. Theatre Royal) в Лондоне.
- Пьетро Локателли переселяется в Амстердам, где проведёт остаток своей жизни.
- Иоганн Себастьян Бах впервые представил First Köthen Funeral Music (23 марта) и похоронную кантату Klagt, Kinder, klagt-эс-Aller Welt, BWV 244а (24 марта) в кётенской St. Jakobskirche, написанные им для своего бывшего работодателя ангальт-кётенского князя Леопольда.
- 15 апреля — Иоганн Себастьян Бах повторяет свои «Страсти по Матфею» BWV 244b (BC D 3а) в лейпцигской Томаскирхе.

## Классическая музыка
- Жозеф Боден де Буамортье — Концерт для виолончели, виолы или фагота.
- Антонио Кальдара — кантата «Vicino a un rivoletto» для альта, скрипки, виолончели и континуо.
- Жан-Жозеф Муре (фр. Jean-Joseph Mouret) — Symphony de Fanfare.
- Антонио Вивальди — Op. 12, коллекция скрипичных концертов (опубликована в Амстердаме).

## Опера
- Томазо Альбинони — La fortezza al cimento.
- Джованни Баттиста Костанци (итал. Giovanni Battista Costanzi) — «Карл Великий» (итал. Carlo Magno).
- Джованни Баттиста Манчини (итал. Giovanni Battista Mancini) — Endimione.

## Родились
- 3 мая — Флориан Леопольд Гассман, австрийский оперный композитор и дирижёр чешского происхождения (умер 21 января 1774).
- 1 октября — Антон Адлгассер (нем. Anton Adlgasser), немецкий композитор и органист (умер 23 декабря 1777).
- 16 октября — Питер (Пьер) ван Мальдере (нидерл. Pieter van Maldere, фр. Pierre van Maldere), фламандский скрипач и композитор (умер 1 ноября 1768).
- 17 октября — Пьер-Александр Монсиньи, французский композитор, один из основоположников французской комической оперы (умер 14 января 1817).
- Ноябрь — Джузеппе Сарти, итальянский оперный композитор (умер 28 июля 1802).
- 3 декабря — Антонио Солер, испанский композитор (умер 20 декабря 1783).

## Умерли
- 16 июля — Иоганн Давид Хайнихен (нем. Johann David Heinichen), немецкий композитор эпохи барокко и теоретик музыки (родился 17 апреля 1683).
- 31 июля — Никола Франческо Хайм (итал. Nicola Francesco Haym), итальянский оперный либреттист и композитор, театральный менеджер, исполнитель и нумизмат (родился 6 июля 1678).

Дата неизвестна — Атилио Ариости — итальянский композитор (родился 5 ноября 1666).